# Голумбелу (Долж)
Голумбелу (рум. Golumbelu) насеље је у Румунији у округу Долж у општини Фаркаш. Oпштина се налази на надморској висини од 177 m.

## Становништво
Према подацима из 2002. године у насељу је живело 206 становника, од којих су сви румунске националности.